# Tapecomys primus
Tapecomys primus — вид грызунов среднего размера из подсемейства Sigmodontinae семейства Cricetidae. Типовое местообитание — юго-восток Боливии. Это единственный известный вид в роде Tapecomys. Вид впервые научно описан в 2000 году. Авторы первоописания вида и рода — американские зоологи Сидней Андерсон и Терри Йейтс.
Два экземпляры были добыты в 1991 году в лесном районе на высоте 1500 м недалеко от деревни Тапекуа (Tapecua, 21°26′ юж. д.  63°55′з. ш.)) в департаменте Тариха Боливии.. С тех пор были добыты ещё несколько особей из типового местонахождения и из местонахождения в провинции Жужуй, северной Аргентине. Голотип хранится в Музее юго-западной биологии Университета Нью-Мексико.
Это относительно крупные представители подсемейства  Sigmodontinae. Длина тела, включая голову, достигает 12–14 сантиметров, хвост немного длиннее. Вес около 90 граммов. Мех сверху коричневый, снизу светлее. По сравнению с другими новосветскими мышами, окраска меха ничем не примечательна. Передние лапы белые, задние — коричневые и относительно большие. Уши довольно большие.
Среда обитания — влажные леса на высоте около 1500 метров над уровнем моря. Образ жизни этого вида практически не изучен.
Ближайшими родственниками, вероятно, являются роды Andalgalomys и Salinomys.